# Сьєнес
Сьєнес (ісп. Sienes) — муніципалітет в Іспанії, у складі автономної спільноти Кастилія-Ла-Манча, у провінції Гвадалахара. Населення — 70 осіб (2010).
Муніципалітет розташований на відстані близько 120 км на північний схід від Мадрида, 75 км на північний схід від Гвадалахари.
На території муніципалітету розташовані такі населені пункти: (дані про населення за 2010 рік)
- Сьєнес: 70 осіб
- Торресілья-дель-Дукадо: 0 осіб

## Демографія
Динаміка населення (INE ):